# Gliese 268
Gliese 268 är en dubbelstjärna i mellersta delen av stjärnbilden Kuskensom också har variabelbeteckningen QY Aurigae. Den har en skenbar magnitud av ca 11,52 och kräver ett kraftfullt teleskop för att kunna observeras. Baserat på parallax enligt Gaia Data Release 3 på ca 165,2 mas, beräknas den befinna sig på ett avstånd på ca 19,7 ljusår (ca 6 parsek) från solen. Den rör sig bort från solen med en heliocentrisk radialhastighet på ca 42 km/s.

## Egenskaper
Primärstjärnan Gliese 268 A är en röd dvärgstjärna i huvudserien av spektralklass M5 Ve. Den har en massa som är ca 0,23 solmassa.

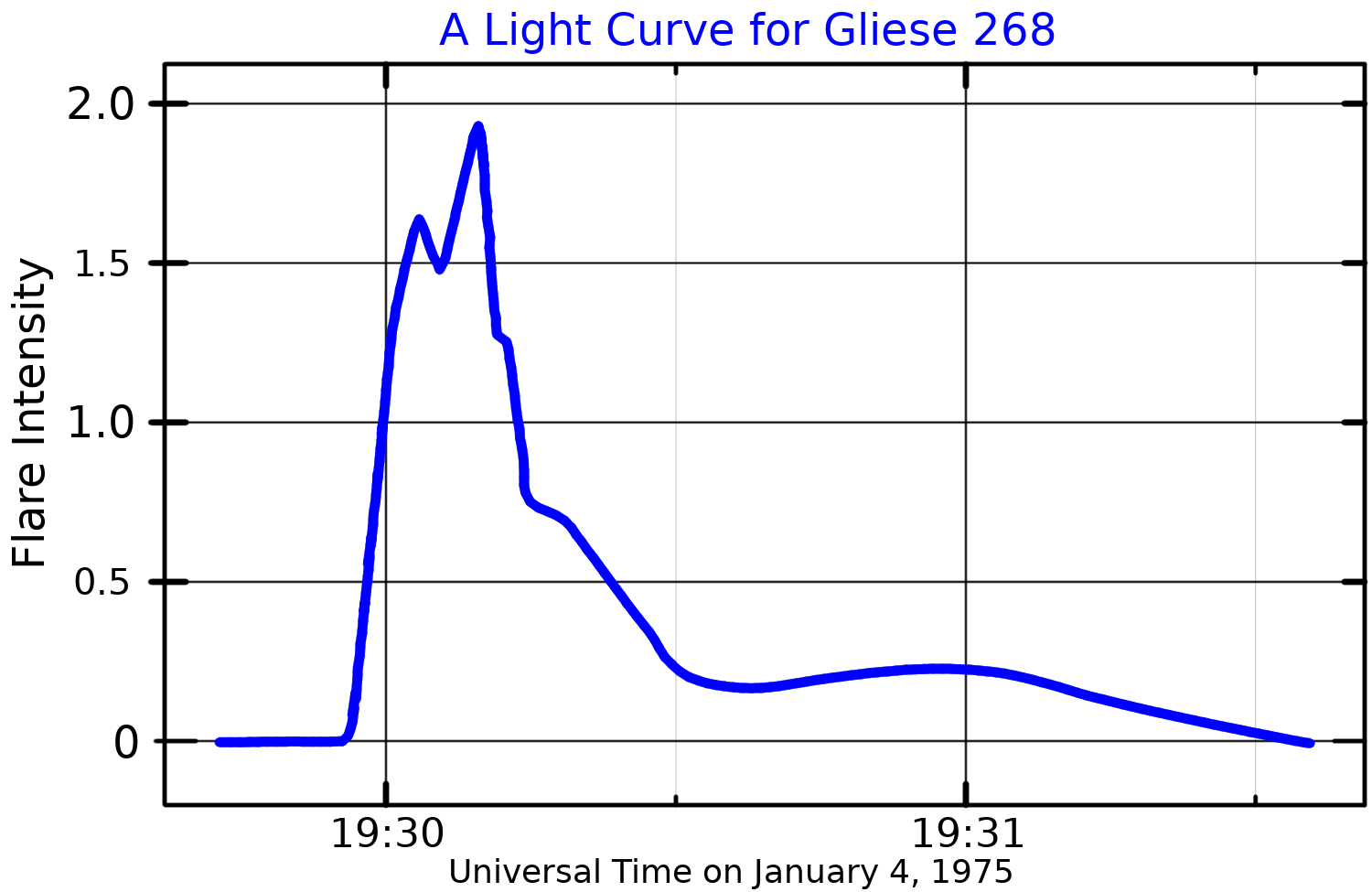
Ljuskurva av en flare på Gliese 268. Intensitetsskalan är relaterad till stjärnans stabila ljusstyrka. Plottad från Pettersen. (1975)

Gliese 268 är en RS Canum Venaticorum-variabel, en dubbelstjärna med ett starkt magnetfält som påverkas av båda stjärnornas rotation, som accelereras av tidvatteneffekterna från den andra stjärnan i systemet. Gliese 268 är sammansatt av två röda dvärgar av spektraltyp M och är ett av de hundra närmaste stjärnsystemen från jorden. Följeslagaren har en massa som är ca 0,19 solmassa. Stjärnorna rör sig kring varandra i banor med en omloppsperiod av ca 10,4267 dygn och en excentricitet av ca 0,32.